# Star Wars Outlaws
Star Wars Outlaws — відеогра в жанрі пригодницького бойовика, розроблена Massive Entertainment і видана Ubisoft для PlayStation 5, Windows та Xbox Series X/S у серпні 2024 року. Сюжет розгортається у всесвіті «Зоряних війн» між подіями фільмів «Імперія завдає удару у відповідь» (1980) та «Повернення джедая» (1983) і оповідає про злодійку Кей Весс, яка планує здійснити масштабне пограбування, що йде на користь Альянсу повстанців. Гравець керує персонажем від третьої особи та пересувається відкритим світом, виконуючи різноманітні ігрові активності.
Розробка Outlaws велася Massive у співпраці з Lucasfilm Games, а також за підтримки десяти інших студій Ubisoft. Команда прагнула поєднати канонічні елементи всесвіту «Зоряних війн» із власними ідеями. Крім того, особлива увага була зосереджена на створенні кінематографічного ігрового процесу. Умберлі Гонсалес виконала захоплення руху та озвучування Кей, а Ді Бредлі Бейкер озвучив її компаньйона Нікса. Massive використала ігровий рушій Snowdrop для створення проєкту.

## Ігровий процес

Кей має компаньйона Нікса, який може виконувати різні допоміжні дії, як-от атакувати або відвернути увагу ворогів і взаємодіяти з оточенням

Star Wars Outlaws є відеогрою в жанрі пригодницького бойовика, що має перспективу від третьої особи. Гравець керує злодійкою Кей Весс, мандруючи відкритими наземними та космічними локаціями, де виконує різноманітні ігрові активності для просування сюжетом. Бойова система поєднує застосування ближнього бою і бластера з кількома режимами, включно з електромагнітним імпульсом. Кей може використовувати елементи оточення, наприклад вибухонебезпечні паливні контейнери, для отримання переваги в бою. Кей здатна ховатися за укриттями й використовувати стелс, щоб непомітно оминати або нейтралізовувати ворогів. В арсеналі Кей є гаджети, такі як тросовий гак і пристрій для злому електроніки. Компаньйон Кей, невелика істота на ім'я Нікс, вміє сканувати оточення, взаємодіяти з різними об'єктами, а також відвертати увагу або атакувати ворогів.
Для переміщення наземними локаціями гравець використовує спідер, а для міжпланетних подорожей і дослідження космосу — корабель Trailblazer, здатний здійснювати посадку тільки в певних точках на мапі:83. Корабель оснащений зброєю, як-от ракети й лазерні гармати, для битв із ворожими кораблями, але його боєзапас обмежений:84. Гравець може здійснювати гіперпросторові стрибки для швидкого переміщення між планетами, а також досліджувати орбіти планет і їхніх супутників. Космічні станції слугують місцями для торгівлі та отримання нових завдань:43. У міру проходження, гравець може вдосконалювати навички Кей і Нікса, а також покращувати характеристики спідера, бластера й корабля.
В Outlaws гравець може взаємодіяти із чотирма синдикатами. Виконання їхніх доручень впливає на репутацію Кей у кожному з них. За успішне виконання доручень гравець отримує спорядження і нові навички:0:06:39. Висока репутація в синдикаті відкриває доступ до територій, місій, контрактів, а також знижок у магазинах синдикату. Низька ж репутація може призвести до того, що синдикати почнуть переслідувати Кей своїми найманцями. Рішення і дії гравця протягом проходження безпосередньо впливають на репутацію. У грі також реалізована шестирівнева система розшуку, що визначає інтенсивність переслідування Кей імперськими силами за злочини. Гравець може позбутися переслідування, знищивши ворогів або сховавшись від них. Під час діалогів із неігровими персонажами гравцеві надається вибір варіантів відповіді, які можуть вплинути на результат місій.

## Сюжет
Невдовзі після битви на планеті Гот ватажок злочинного синдикату-вискочки Сліро Барша заманює лідерів конкурентних синдикатів на зустріч, де вбиває їх. Тим часом Кей Весс шукає спосіб втекти зі свого рідного світу Кантоніка, щоб почати нове життя в Центральних Світах. Вона влаштовується на роботу в команду, якою керує Денніон, що планує пограбувати скарбницю Сліро. Кей успішно відкриває скарбницю, але на свій подив дізнається, що команда є частиною Альянсу повстанців, і її справжньою метою було звільнити свою очільницю Асару, якого тримав у полоні Сліро. Кей вимагає від Денніон негайної оплати, і тоді її паралізують і покидають. Сліро знаходить її, але Кей вдається втекти та викрасти корабель під назвою «Трейлблейзер». Кей досягає планети Тошара, де змушена зупинитися через пошкодження корабля.
На Тошарі Кей зустрічає механіка Ваку, який готовий полагодити «Трейлблейзер», але Кей не має грошей. Їй доводиться запропонувати свої послуги для місцевих синдикатів, щоб оплатити заміну різних деталей корабля. Врешті-решт їй вдається відшукати навігаційний комп'ютер на уламках корабля, але Вака зраджує Кей. Слідом його вбиває мисливиця за головами Вейл, який розшукує Кей за завданням Сліро. Кей рятує грабіжник Джейлен Вракс і його дроїд ND-5. Джейлен доручає Кей ще раз проникнути до скарбниці Сліро, щоб викрасти його статок, і доручає їй зібрати необхідних членів екіпажу, щоб здійснити пограбування.
Кей і ND-5 подорожують галактикою, щоб набрати членів екіпажу. Вона звільняє зламника сейфів Анка з лап клану Ашіга на Кіджімі. На Татуїні шукає Госса, але вони разом з Вейл стикаються з Джаббою Гаттом. Госса вбивають, а Кей і Вейл змушені об'єднати зусилля, щоб утекти. На Аківі вона знаходить творця дроїдів Гедіка та допомагає йому викрасти проєкт імперського дроїда для Альянсу повстанців. ND-5 починає працювати зі збоями через поломку ядра живлення. Кей і Гедік проникають на покинуту фабрику сепаратистів і натрапляють на осередок повстанців Асари. Коли ND-5 відремонтовано, Асара вирішує приєднатися до екіпажу. Джейлен вирішує додатково залучити фехтувальницю Ріко — матір Кей, що покинула її дитиною.
Попри небажання працювати з Ріко, Кей продовжує доручену їй місію, викравши головний код Сліро. Тоді вона розкриває, що Сліро насправді директор Імперського бюро безпеки, який маскується під кримінального ватажка. Потім вона очолює команду, яка проникає до сховища Сліро. Однак виявляється, що це пастка, Сліро заганяє Кей у сховище та наказує Вейл убити її. Натомість Вейл атакує Сліро, приголомшує його та стримує його охоронців в обмін на частину здобичі. Кей та її команді вдається втекти з планети, але вона дізнається, що зі скарбниці вкрадено не гроші, а кодекс, що містить багато інформації про Імперію. Після цього Джейлен зраджує Кей та Асару, показуючи, що його метою було посісти місце Сліро в його банді. Він наказує ND-5 приголомшити Кей і замикає її на «Трейлблейзері», а Асару бере в полон.
За допомогою Ріко Анк і Гедік рятують Кей, яка дізнається, що «Трейлблейзер» міститься в ангарі імперського зоряного руйнівника. Бажаючи врятувати ND-5, Кей переодягається штурмовиком і проникає на зустріч між Сліро, Джейлен і Дартом Вейдером. Вейдер погоджується дозволити Джейлену взяти під свій контроль банду, і Джейлен показує, що він насправді старший брат Сліро. Далі він наказує ND-5 застрелити Сліро, щоб помститися за зраду родини. Кей вдається знайти ND-5 і зламати його обмежувач, що дозволяє дроїду застрелити Джейлена. Потім Кей, ND-5 і Асара тікають на «Трейлблейзер», однак, вирішують вступити у бій з імперським кораблем, оскільки він в усякому разі полетить слідом. На допомогу прилітають повстанці Асари та синдикат, з яким Кей має найкращі стосунки. Їхній флот знищує імперський корабель.
Асара повертається до Альянсу повстанців, забравши дані з кодексу, Анк і Гедік вирішують працювати разом над пограбуваннями казино, Вейл отримує копію кодексу, а Кей і ND-5 вирушають у наступну пригоду. У сцені після титрів переодягнена Кей допомагає Ріко втекти з імперської в'язниці.

## Розробка
У 2017 році Massive Entertainment, що є дочірньою студією Ubisoft, розпочала співпрацю з Walt Disney Studios стосовно виробництва відеогри Avatar: Frontiers of Pandora (2023), яка базується на франшизі Disney «Аватар». Після завершення розробки Tom Clancy's The Division 2 (2019), тодішній керівний директор Massive, Девід Полфельдт, висловив зацікавленість студії в розробці проєктів за мотивами інших франшиз Disney, зокрема «Зоряних війн», під час переговорів із представниками компанії:37. Massive прагнула вийти за межі сервісної моделі, яку використовувала в попередніх іграх, та розширити свої творчі горизонти. У лютому 2020 року студія презентувала Lucasfilm Games, дочірній компанії Disney, концепцію «негідницької фантазії» за мотивами «Зоряних війн», яка також передбачала створення органічного відкритого світу:80. Ця ідея дістала схвалення Lucasfilm та стала початком розробки Star Wars Outlaws, першого проєкту «Зоряних війн», розробленого без участі компанії Electronic Arts після укладення нею угоди з Disney у 2013 році щодо виробництва всіх ігор, пов'язаних із франшизою.
Для роботи над Outlaws було сформовано окрему команду під керівництвом креативного директора Джуліана Ґерайті, відомого своєю роботою над The Crew (2013) і серією The Division:80, та ігрового директора Матіаса Карлсона. Над наративною складовою гри працювали Навід Каварі, який раніше брав участь у створенні Far Cry 5 (2018) та Far Cry 6 (2021), і сценаристка Ніккі Фой, відома своєю роботою над Watch Dogs: Legion (2020) та завантажуваним вмістом для Far Cry 6. До розробки також було залучено Lucasfilm Games та десять інших студій Ubisoft для додаткової підтримки. Команда прагнула об'єднати канонічні елементи «Зоряних війн» із власними ідеями, дотримуючись принципів Ральфа Маккворрі, концептуального дизайнера оригінальної трилогії:38. Крім фільмів, студія дослідила інші матеріали «Зоряних війн», як-от анімаційні серіали та літературні твори:0:32:23. Прагнучи до автентичного відтворення атмосфери оригінальної трилогії, розробники звернулися до джерел натхнення Джорджа Лукаса, зокрема, спагеті-вестернів, робіт Акіри Куросави та класичних воєнних фільмів:38. Додатковим джерелом натхнення слугували оригінальні концепт-арти Маккворрі, розкадрування Джо Джонстона і дизайн істот Філа Тіппеттса:0:02:55.

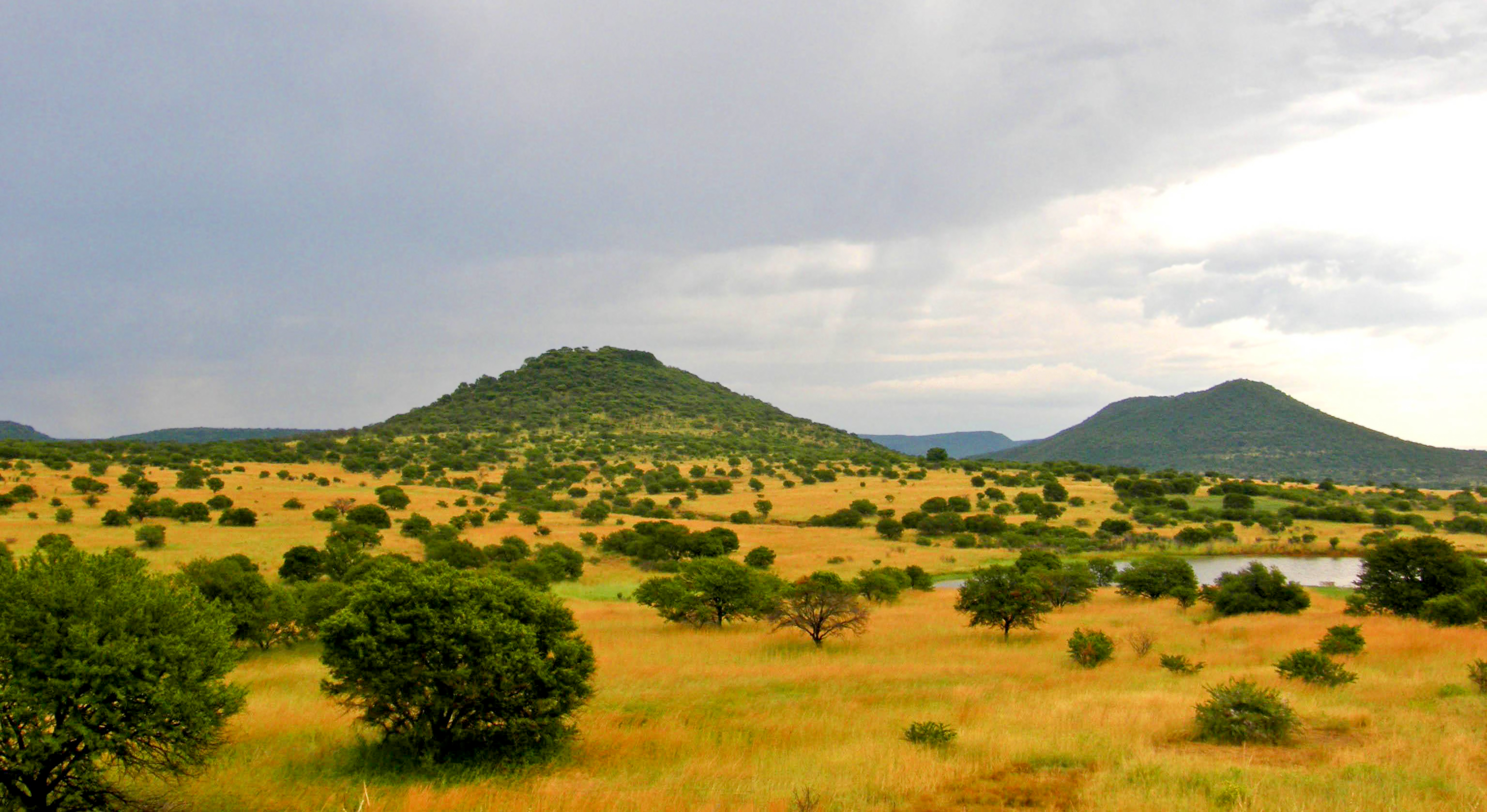
Африканські савани надихнули ландшафт планети Тошара, створеної спеціально для Outlaws

Lucasfilm запропонувала часовий проміжок між подіями, зображеними у фільмах «Імперія завдає удару у відповідь» (1980) та «Повернення джедая» (1983) для сетингу Outlaws. Цей період вважався «ідеальним початком» для сюжету, оскільки він не сфокусований на темі повстання Альянсу, даючи змогу зосередитися на кримінальному світі галактики, який раніше не отримував детального висвітлення у франшизі. Додатковим чинником, що вплинув на вибір цього періоду, став розквіт кримінального підпілля у самому всесвіті «Зоряних війн»:39. На початковому етапі розробки Massive склала список планет, які планувалося додати в гру. Серед них були як планети, що вже з'являлися в «Зоряних війнах», як-от Кіджимі, так і створені спеціально для Outlaws, наприклад, Тошара, натхненна африканськими саванами, зокрема танзанськими. Попри потенційні складнощі, пов'язані з великою кількістю наявного контенту, студія вирішила додати культову планету Татуїн. Для достовірного відтворення її ключових елементів, таких як місто Мос-Ейслі, характерні дюни та каньйони, розробники звернулися до ілюстрованих довідників Dorling Kindersley із «Зоряні війни».
Студія прагнула представити головну героїню, Кей Весc, як «винахідливу аутсайдерку» — образ, що контрастує з архетипом досвідченого солдата, характерного для їхньої серії The Division:37. На формування образу Кей вплинули такі персонажі «Зоряних війн», як Хан Соло й Лендо Калріссіан, а також герої інших франшиз, зокрема Джек Спарроу, Індіана Джонс та Джеймс Бонд. Водночас розробники хотіли зробити Кей більш релевантною за згаданих персонажів:80, підкреслюючи її недосвідченість. Ґерайті зазначив, що сюжетна лінія Кей відображає її шлях дорослішання, де вона трансформується зі звичайної вуличної злодійки на поважну та водночас грізну фігуру в кримінальному світі:0:06:30. Значну увагу було приділено дизайну Кей, включно з ретельним опрацюванням її одягу та фізичних особливостей, таких як зламаний ніс та шрами, щоб візуально передати її життєвий досвід:41.
Massive створила новий вид істот для Outlaws — меркаалів (англ. merqaal), одним із яких є Нікс, компаньйон Кей. Розробники позиціювали Кей і Нікса не як окремих персонажів, а як єдине ціле, підкреслюючи їхню синергію та взаємодоповнення:40. Розробники прагнули до органічної інтеграції вже відомих персонажів франшизи, уникаючи звичайного фансервісу:44. Умберлі Гонсалес виконала захоплення руху та озвучування Кей, тоді як Ді Бредлі Бейкер озвучив Нікса. Раніше Гонсалес уже мала досвід співпраці з Ubisoft, озвучивши одного з персонажів Far Cry 6, тоді як Бейкер відомий численними ролями в проєктах за мотивами «Зоряних війн», серед яких мультсеріали «Війни клонів» (2008—14, 2020) та «Бракована партія» (з 2021). Ґерайті пояснив вибір Гонсалес на роль Кей її здібностями втілити багатогранність характеру героїні:80—83.
Розробники зробили значний акцент на кінематографічності ігрового процесу, прагнучи до його максимальної плавності та безперервності. Для посилення кінематографічності було застосовано різноманітні візуальні методи, серед яких віньєтування, зернистість, відблиски:84 та надширокий формат зображення. Працюючи над цим аспектом команда навіть дослідила об'єктиви камер, які використовувалися під час знімання оригінального фільму 1977 року:38, тоді як значний вплив справив фільм «Бунтар Один» (2016):0:32:46. Крім того, студія прагнула відтворити атмосферу «денного бойовика» в ігровому процесі.
Під час розробки бойової механіки Massive прагнула досягти різноманіття підходів до вирішення ігрових ситуацій, включно з прямими сутичками та стелсом. Ґерайті наголосив, що команда намагалася передати в ігровому процесі відчуття гри не за досвідченого солдата, а за кмітливу злочинницю. У такий спосіб, розробники хотіли уникнути обмеження механіки «пошуком укриттів та пострілами в голову». Прагнучи зробити Нікса корисним для Кей, команда наділила його здібностями, характерними для лемурів і мавп, такими як вміння маніпулювати предметами. Водночас для підкреслення його «жорсткої сторони» та відповідних навичок, персонаж отримав деякі риси рептилій. Натхненням для механіки пересування на спідері став мотокрос, а для розробки космічних боїв Massive активно співпрацювала з іншими командами Ubisoft, які мали досвід у розробці аркадних авіасимуляторів та бойових симуляторів. Студія прагнула зробити керування кораблем якомога інтуїтивним, тоді як повільний темп космічних боїв мав би сприяти глибшому та більш насиченому враженню. Massive також вирішила відмовитися від можливості літати безпосередньо над поверхнею планет, адже дійшла висновку, що реалізація цієї механіки виявилася б неефективною та ресурсозатратною:83.
Outlaws створена на основі ігрового рушія Snowdrop, оновленого для поліпшення відкритого світу та ефективної імплементації трьох ключових аспектів дизайну: густонаселених та динамічних містах, великих ландшафтах із різноманітними активностями й космічному просторі. Крім того, рушій отримав підтримку технологій трасування променів та DLSS. Розробники відмовилися від використання процедурної генерації локацій, натомість створивши всі ігрові середовища власноруч. Візуальний дизайн гри натхненний естетикою 1970-х та 1980-х років, яка, на думку Ґерайті, має «позачасовий» характер. Цей підхід проявився в простому дизайні космічного корабля Кей Trailblazer та інших ігрових елементів, натхненням для яких слугували іграшки 1970-х років:84. Дизайн спідера Кей являє собою спрощену версію шведського мотоцикла для мотокросу, виконану у ретрофутуристичному стилі. В дизайні Нікса було поєднано риси як хатніх тварин розробників, так і диких тварин, як-от броненосці. Для захоплення руху Нікса було використано ляльку, а його тривимірна модель створена за допомогою спеціальних шейдерів, що імітували латексний матеріал:84. Розробляючи опції доступності, команда спиралася на попередній досвід та співпрацювала з гравцями з інвалідністю, консультантами, а також проводила дослідження користувачів. Для впровадження аудіодискрипції катсцен розробники тісно співпрацювали з компанією Descriptive Video Works. Outlaws стала першою грою Ubisoft, у якій реалізовано аудіодискрипцію. Гра пропонує 60 опцій доступності, включно з аудіопідказками, візуальною підтримкою та налаштовуваними елементами керування.

## Маркетинг й випуск
Анонс гри відбувся в січні 2021 року. У червні 2023 року було повідомлено назву та продемонстровано дебютний трейлер і кадри ігрового процесу. У липні Outlaws була представлена на фестивалі San Diego Comic-Con, де було проведено панельну дискусію та роздачу обмеженої кількості постерів. У квітні 2024 року був опублікований сюжетний трейлер та анонсовані два спеціальні видання. Обидва видання надають сезонний пропуск, що містить бонусну сюжетну місію, косметичні набори та майбутні сюжетні доповнення. Одне з видань також має додаткові косметичні набори. Одночасно із цим було відкрито передзамовлення, яке надає косметичні набори для транспортних засобів і доступ до гри за кілька днів перед офіційнім випуском для спеціальних видань. Вартість спеціальних видань, що склала 110 та 130 $ відповідно, і їхній вміст спричинили критику з боку частини ігрової спільноти. Того ж місяця Ubisoft анонсувала партнерську угоду з Intel щодо комплектації деяких процесорів 14-го покоління Raptor Lake із безплатною копією гри. У червні розробники провели практичну демонстрацію кількох сегментів Outlaws для журналістів у межах Summer Game Fest, і представили кілька нових трейлерів. Гра випущена 30 серпня 2024 року для PlayStation 5, Windows та Xbox Series X/S. Вона також стане доступною в хмарному сервісі GeForce Now і сервісі за підпискою Ubisoft+.

## Нагороди
| Нагорода               | Дата              | Категорія          | Результат | Прим.  |
| ---------------------- | ----------------- | ------------------ | --------- | ------ |
| The Game Awards        | 7 грудня 2023     | Найочікуваніша гра | Номінація | [ 59 ] |
| Golden Joystick Awards | 20 листопада 2023 | Найбажаніша гра    | Номінація | [ 60 ] |